# Sometimes I Might Be Introvert
| Совокупная оценка    | Совокупная оценка |
| Источник             | Оценка            |
| -------------------- | ----------------- |
| AnyDecentMusic?      | 8.8/10            |
| Metacritic           | 88/100            |
| Оценки критиков      |                   |
| Источник             | Оценка            |
| AllMusic             | [ 3 ]             |
| Clash                | 8/10              |
| Entertainment Weekly | 7.5/10            |
| The Guardian         | [ 6 ]             |
| The Independent      | [ 7 ]             |
| The Line of Best Fit | 10/10             |
| Pitchfork            | 7.7/10            |
| The Skinny           | [ 10 ]            |
| The Telegraph        | [ 11 ]            |
| Uncut                | 8/10              |

Sometimes I Might Be Introvert — четвёртый студийный альбом британской певицы, рэперши и актрисы Little Simz (настоящее имя Simbiatu «Simbi» Abisola Abiola Ajikawo), изданный 3 сентября 2021 года лейблами Age 101 и AWAL. Альбом следует за номинированным на Mercury Prize альбомом Grey Area, выпущенным в 2019 году, и пятитрековым мини-альбомом EP Drop 6 (2020).

## Название и концепция
Название альбома является бэкронимом Simbi, который является частью полного имени Simz, Simbiatu. Говоря о названии альбома в интервью газете «The Guardian», Little Simz прокомментировала: «Я просто очень замкнута на себя, и я не знала, как на самом деле ориентироваться в этом, особенно в этой индустрии, где ожидается, что эта экстравертная личность будет всегда. Я хотела просто сообщить людям, типа, йоу, я на самом деле так склонна […] Когда дело доходит до бизнеса и моей работы, я совсем не стесняюсь, я не сдерживаюсь в этом. Я очень серьёзна и прямолинейна, но иногда и иначе». Тематически Sometimes I Might Be Introvert рассказывает о Simz, «которая была интровертом, у которого в голове были все эти сумасшедшие мысли, идеи и теории, и который не всегда чувствовал, что я могу выразить это, если это не через мое искусство».

## Релиз и продвижение
Little Simz объявили название альбома, обложку, дату выпуска и предварительный заказ 21 апреля 2021 года. Первый сингл «Introvert» был выпущен вместе с видеоклипом 21 апреля 2021 года. Второй сингл «Woman» с участием Клео Сол был выпущен 6 мая 2021 года вместе с видеоклипом, снятым Little Simz. Трек «Rollin Stone» был выпущен в качестве третьего сингла 14 июня 2021 года, за ним последовал четвёртый сингл «I Love You, I Hate You» 8 июля 2021 года. Пятый сингл «Point and Kill» с участием Obongjayar был выпущен 1 сентября 2021 года, за ним последовал видеоклип.
28 мая 2021 года было объявлено о сопутствующем европейском концертном туре, запланированном на зиму 2021 и начало 2022 года.

## Отзывы
Альбом получил положительные отзывы музыкальной критики и интернет-изданий. Он получил 88 из 100 баллов на интернет-агрегаторе Metacritic. Сайт AnyDecentMusic? дал ему 8.8 из 10.
В обзоре AllMusic Тимоти Монгер положительно сравнил альбом с его предшественником; «Как и в случае с Grey Area, здесь нет задержек или провалов в качестве, просто мастер-класс по написанию современных песен, уравновешенность с бьющимся, душевным сердцем». Ли Уэйкфилд для Clash написал, что Sometimes I Might Be Introvert вызывает «захватывающее прослушивание», добавив, что «кинематографические изыски взвинчены, а Simz более откровенна, чем когда-либо, размышляя о том, что определяет её как Little Simz-художницу и Simbi-человека». «Uncut» пришел к выводу, что это «ещё более амбициозный концептуальный альбом, в котором она делится своей неуверенностью, восхваляет своих героев и отправляется в сказочное путешествие на протяжении 19 треков». Написавшая рецензию для The Independent, Хелен Браун описала его как «самый захватывающий альбом года», высоко оценив «оркестровку на уровне темы Бонда» в производстве и лиризм Little Simz. Рэйчел Ароэсти из газеты The Guardian пришла к выводу, что Sometimes I Might Be Introvert «может обеспечить или не обеспечить коммерческий импульс для его создателя, но этот богатый, увлекательный альбом укрепляет значимость Little Simz, несмотря ни на что».

### Итоговые списки
| Публикация           | Список                                | Ранг | Ссылки |
| -------------------- | ------------------------------------- | ---- | ------ |
| Exclaim!             | The 50 Best Albums of 2021            | 1    | [ 24 ] |
| The Guardian         | The 50 Best Albums of 2021            | 3    | [ 25 ] |
| Paste                | The 50 Best Albums of 2021            | 4    | [ 26 ] |
| Pitchfork            | The 50 Best Albums of 2021            | 29   | [ 27 ] |
| Rolling Stone        | The 50 Best Albums of 2021            | 36   | [ 28 ] |
| Variety              | Chris Willman’s Top 10 Albums of 2021 | 6    | [ 29 ] |
| Good Morning America | 50 best albums of 2021                | 3    | [ 30 ] |

## Список композиций
| №                   | Название                                  | Автор(ы)                                | Продюсеры           | Длительность |
| ------------------- | ----------------------------------------- | --------------------------------------- | ------------------- | ------------ |
| 1.                  | «Introvert »                              | Simbiatu Ajikawo Dean Josiah Cover      | Inflo               | 6:02         |
| 2.                  | «Woman» (при участии Cleo Sol)            | Ajikawo Cleopatra Nikolic Cover         | Inflo               | 4:29         |
| 3.                  | «Two Worlds Apart»                        | Ajikawo Cover                           | Inflo               | 2:58         |
| 4.                  | «I Love You, I Hate You»                  | Ajikawo Cover                           | Inflo               | 4:16         |
| 5.                  | «Little Q, Pt. 1 (Interlude)»             | Ajikawo Cover Kadeem Clarke Miles James | Inflo               | 1:08         |
| 6.                  | «Little Q, Pt. 2»                         | Ajikawo Cover Clarke James              | Inflo               | 3:46         |
| 7.                  | «Gems (Interlude)»                        | Ajikawo Cover Clarke                    | Inflo               | 2:57         |
| 8.                  | «Speed»                                   | Ajikawo Cover                           | Inflo               | 2:41         |
| 9.                  | «Standing Ovation»                        | Ajikawo Cover                           | Inflo               | 4:08         |
| 10.                 | «I See You»                               | Ajikawo Cover James Nathan Allen        | Inflo Miles James   | 3:58         |
| 11.                 | «The Rapper That Came to Tea (Interlude)» | Ajikawo Cover James Clarke              | Inflo               | 2:45         |
| 12.                 | «Rollin Stone»                            | Ajikawo Cover James Jacob               | Inflo Jakwob        | 3:39         |
| 13.                 | «Protect My Energy»                       | Ajikawo Cover                           | Inflo               | 3:09         |
| 14.                 | «Never Make Promises (Interlude)»         | Ajikawo Cover                           | Inflo               | 1:02         |
| 15.                 | «Point and Kill» (при участии Obongjayar) | Ajikawo Cover Steven Umoh               | Inflo               | 3:06         |
| 16.                 | «Fear No Man»                             | Ajikawo Cover                           | Inflo               | 4:04         |
| 17.                 | «The Garden (Interlude)»                  | Ajikawo Cover James Clarke              | Inflo               | 2:39         |
| 18.                 | «How Did You Get Here»                    | Ajikawo Cover                           | Inflo               | 4:57         |
| 19.                 | «Miss Understood»                         | Ajikawo Cover                           | Inflo               | 3:28         |
| Общая длительность: | Общая длительность:                       | Общая длительность:                     | Общая длительность: | 65:12        |

Notes
- «Introvert» and «I See You» features additional vocals by Cleo Sol

Sample credits
- «Two Worlds Apart» contains samples of «The Agony and the Ecstasy», written and performed by Smokey Robinson[33]

## Чарты
| Чарт (2021)                                  | Высшая позиция |
| -------------------------------------------- | -------------- |
| Австралия (ARIA)                             | 40             |
| Австрия (Ö3 Austria)                         | 15             |
| Бельгия/Фландрия (Ultratop)                  | 19             |
| Бельгия/Валлония (Ultratop)                  | 64             |
| Нидерланды (Album Top 100)                   | 27             |
| Германия (Offizielle Top 100)                | 24             |
| Ирландия (Irish Albums Chart)                | 30             |
| Шотландия (Scottish Albums Chart)            | 3              |
| Испания (PROMUSICAE)                         | 79             |
| Швейцария (Schweizer Hitparade)              | 19             |
| Великобритания (UK Albums Chart)             | 4              |
| Великобритания (UK Independent Albums Chart) | 1              |
| Великобритания (UK R&B Albums Chart)         | 1              |
| США (Billboard Top Heatseekers Albums)       | 3              |
| США (Billboard Independent Albums)           | 45             |
| США (Billboard Top Album Sales)              | 33             |